# Exorista vivax
Exorista vivax là một loài ruồi trong họ Tachinidae.